# Jacob Perizonius

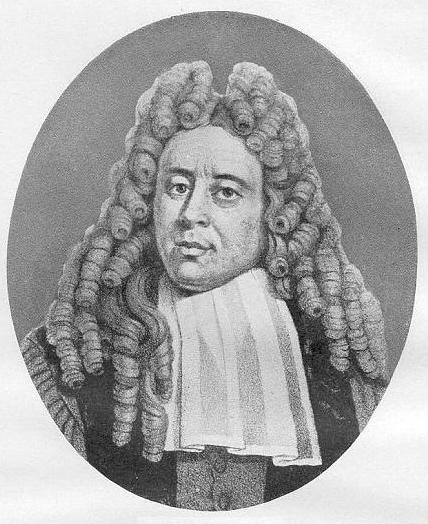
Jacob Perizonius

Jacob Perizonius (Appingedam, 26 oktober 1651 – Leiden, 6 april 1715) was hoogleraar in de geschiedenis en de klassieke letteren aan de universiteiten van Franeker en Leiden.

## Biografie
Jacob Perizonius werd in 1651 geboren in Appingedam als de zoon van Anton Perizonius (1626-1672) en Bauduina Jacobs. De achternaam Perizonius was enkele generaties eerder verzonnen als een vergrieksing van de Duitse achternaam Vorbrock (via een woordspeling), maar zowel Jacob als zijn vader gebruikten alleen de naam Perizonius. De vader van Jacob was rector aan de Latijnse school in Appingedam, maar werd in 1656 benoemd als hoogleraar theologie en Hebreeuws aan het Gymnasium Illustre te Hamm in Westfalen en in 1661 als hoogleraar Hebreeuws aan het Athenaeum Illustre in Deventer. Jacob woonde van zijn tiende tot zijn dertigste in Deventer, met onderbrekingen in 1671 en in 1674-1675 toen hij korte tijd in respectievelijk Utrecht en Leiden studeerde. Aan het atheneum in Deventer, waar hij in augustus 1666 als student werd ingeschreven, waren zijn leermeesters, naast zijn eigen vader, vooral Gozewijn Hogers, hoogleraar geschiedenis en welsprekendheid, en diens opvolger Gisbert Cuper. Jacob slaagde er jarenlang niet in een hoogleraarsbenoeming te krijgen, ondanks bemoeienissen van zijn vrienden Johann Georg Graevius en Nicolaas Heinsius. Daarom aanvaardde hij een betrekking als conrector aan de Latijnse school te Delft (oktober-december 1681). Maar in januari 1682 werd hij alsnog benoemd als hoogleraar in de geschiedenis en de welsprekendheid te Franeker. In 1693 werd hij met dezelfde leeropdracht benoemd te Leiden. Vanaf 1702 kwam daar de vaderlandse geschiedenis nog bij. Tot zijn studenten behoorde Tiberius Hemsterhuis, die door Perizonius werd beïnvloed. Perizonius bleef ongetrouwd, wellicht omdat hij zo veel mogelijk energie in zijn studies wilde steken. In 1707-1708 was hij rector van de universiteit. Hij overleed in 1715 en werd begraven in de Pieterskerk te Leiden.

## Opvattingen over geschiedenis
De eerste publicatie van Perizonius, die alleen in het Latijn publiceerde, was Dissertationum Trias (‘Een drietal verhandelingen’), die onder meer een verhandeling over munten bevatte, waaruit voor het eerst zijn belangstelling voor antiquiteiten blijkt. Na zijn benoeming in Franeker hield hij op 19 januari 1682 de inaugurele rede De Ciceronis eruditione et industria (‘Over de geleerdheid en ijver van Cicero’). Hierin prees hij de veelzijdige werkzaamheid van Cicero. Tijdens zijn professoraat in Franeker verscheen ook een van zijn belangrijkste werken, Animadversiones historicae (‘Gedachten over de geschiedenis’). Hierin demonstreert hij zijn kritische houding tegenover de oudheid. Hij behandelt een groot aantal onderwerpen en geschiedschrijvers. Daarbij laat hij zien dat allerlei tegenstrijdigheden en fouten al van de klassieke schrijvers stammen, die niet onaantastbaar zijn, maar waarop men kritiek mag hebben. Het is de taak van de historicus door een kritische afweging van historische én antiquarische bronnen de waarheid te zoeken. Deze zelfde opvatting keert terug in zijn beroemde rede te Leiden Oratio de Fide Historiarum contra Pyrrhonismum Historicum (‘Rede over de betrouwbaarheid van de historische kennis tegen het historisch pyrrhonisme’, 1702). Hierin verzette hij zich tegen het toenemende scepticisme ten aanzien van historische kennis (het zogenaamde ‘historisch pyrrhonisme’). Hij ging zonder meer uit van het bestaan van historische kennis, maar vond wel dat men die op grond van het gezonde verstand moest benaderen.
De historische belangstelling van Perizonius strekte zich uit van de oudste tot de nieuwste geschiedenis. Hij publiceerde in 1711 Origines Babylonicae et Aegyptiacae (‘De vroegste geschiedenis van Babylon en Egypte’). Hiermee leverde hij een belangrijke bijdrage aan de kennis van de chronologie van de oude geschiedenis. Anderzijds publiceerde hij een jaar eerder een geschiedenis van de 16e eeuw tot aan de dood van keizer Karel V.

## Polemiek met Le Clerc
Dezelfde opvatting zette hij uiteen in een controverse met de Amsterdamse hoogleraar Jean Le Clerc, die de betrouwbaarheid van de geschiedschrijver Curtius Rufus had aangevallen in zijn Ars Critica ('Kunst der kritiek', 1701). Perizonius reageerde met zijn Q. Curtius Rufus in integrum restitutus et vindicatus (‘Q. Curtius Rufus gerehabiliteerd en verdedigd’), waarin hij toegaf dat niet alle feiten bij de geschiedschrijver klopten, maar stelde dat dat nog geen reden was hem helemaal af te schrijven. Reden temeer voor de polemiek was dat Le Clerc zich meestal van het Frans bediende, terwijl Perizonius niet veel moest hebben van een dergelijke uiting van de moderne cultuur en vond dat alleen het Latijn als geleerdentaal kon dienen.

## 'Literaire oorlog' met Francius
In de jaren ’90 van de 17e eeuw groeide er een ruzie tussen Perizonius en Petrus Francius, hoogleraar welsprekendheid aan het Amsterdamse Athenaeum Illustre. Waarschijnlijk ontstond de ruzie omdat Francius bang was dat Perizonius ook aan het Athenaeum Illustre zou worden benoemd en dan een concurrent van hem zou zijn. Maar toen Perizonius in Leiden was benoemd groeide de animositeit tot een conflict tussen Amsterdam en Leiden. Naar aanleiding van een gedicht van Johannes Jens (1671-1755) kwam het in 1695 tot een ‘literaire oorlog’ met schotschriften en smaaddichten (waarin Perizonius zich bediende van de schuilnaam C. Valerius Accinctus).

## Enkele andere publicaties
Met echte tekstkritiek heeft Perizonius zich niet veel beziggehouden. Wél publiceerde hij een Griekse tekstuitgave van de Varia Historia van Aelianus (1701), die echter vooral van belang is door de aantekeningen en de inleiding. Als eerste toonde Perizonius aan dat deze Aelianus een ander is dan de schrijver van de Tactica. Zijn opvattingen over taal zijn te vinden in zijn becommentarieerde uitgave van het Latijnse-grammaticaboek Minerva van Sanctius (= Francesco Sanchez). Hij bezorgde drie uitgaven: 1687, 1702 en 1714. Dat Perizonius ook een goed redenaar was bleek onder andere uit de rede die hij namens de Leidse universiteit hield na de dood van Mary Stuart in 1695.

## Verzameling en nalatenschap

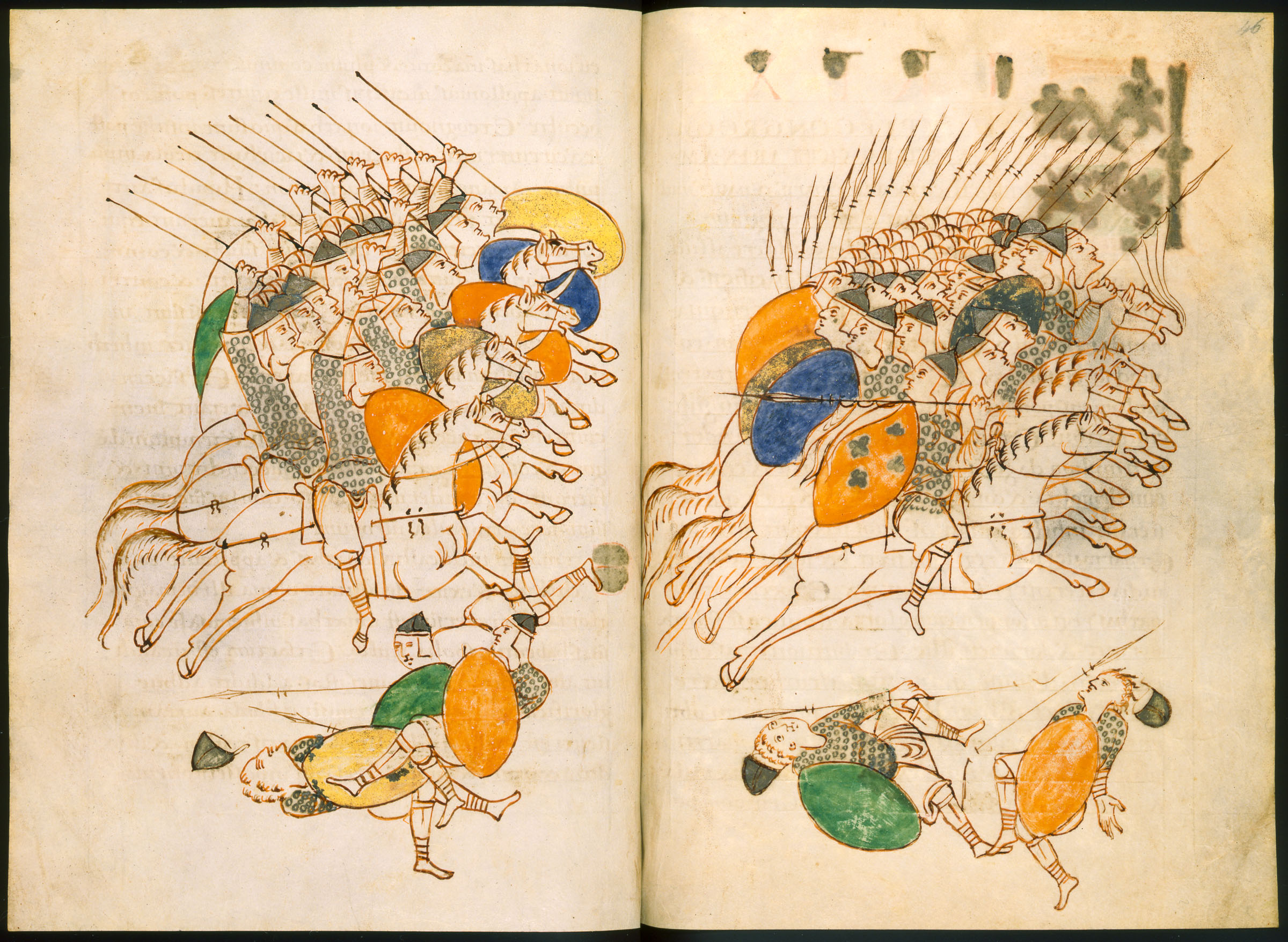
Handschrift uit de Collectie Perizonius (UB Leiden, PER F 17)

Perizonius was een verzamelaar van zeldzame boeken en handschriften. Hij liet 134 handschriften, één schilderij, vele drukken en geld voor aankoop van nieuwe aanwinsten na aan de Universiteitsbibliotheek Leiden. De manuscripten worden apart bewaard als de Collectie Perizonius binnen de collectie handschriften van de Leidse bibliotheek. Een beroemd werk in de Collectie Perizonius is een 10e-eeuwse handschrift uit de Abdij van Sankt Gallen dat 1 Makkabeeën bevat en het vierde boek van de Epitoma Rei Militaris door Vegetius. Het handschrift bevat vele rijk versierde pagina's die de historische inval van de Hongaren in Zuid-Duitsland afbeelden. De digitale versie van MS PER F 17 is beschikbaar in de Leidse Digital Collections.

## Selectieve bibliografie
- Dissertationum Trias, Deventer 1679 (‘Een drietal verhandelingen’)
- Animadversiones historicae, Amsterdam 1685 (‘Gedachten over geschiedenis’)
- Oratio de Usu Graecae Romanaeque Linguae, Leiden 1693 (‘Rede over het nut van de Griekse en Romeinse taal’)
- Laudatio funebris Mariae II Angliae, Franciae, Scotiae, Hiberniaeque Reginae Augustissimae, Leiden 1685 ('Lijkrede op Mary II, de zeer verheven koningin van Engeland, Frankrijk, Schotland en Ierland').
- Oratio de Fide Historiarum contra Pyrrhonismum Historicum, Leiden 1702 (‘Rede over de betrouwbaarheid van de historische kennis tegen het historisch pyrrhonisme’).
- Q. Curtius Rufus in integrum restitutus et vindicatus, per modum speciminis a variis accusationibus, et immodica atque acerba nimis Crisi V.C. Joannis Clerici, Leiden 1703 (‘Q. Curtius Rufus gerehabiliteerd en verdedigd, bij wijze van voorbeeld, tegen verschillende beschuldigingen en tegen het onmatige en al te scherpe Oordeel van de weledele heer Jean Le Clerc’),
- Rerum per Europam maxime Gestarum ab ineunte Saecula Sextodecimo usque ad Caroli V Mortem Commentarii Historici, Leiden 1710 (‘Historische verslagen van de belangrijkste gebeurtenissen in Europa vanaf het begin van de zestiende eeuw tot aan de dood van Karel V’)
- Origines Babylonicae et Aegyptiacae, 2 dln., Leiden 1711 (‘De vroegste geschiedenis van Babylon en Egypte’)

## Referentie
- Th.J. Meijer, Kritiek als herwaardering. Het levenswerk van Jacob Perizonius (1651-1715), diss. Leiden, Leiden: Universitaire pers 1971